# Sega Game Gear
Sega Game Gear is een draagbare spelcomputer die werd uitgebracht in 1990.
Game Gear was Sega's reactie op de Atari Lynx en de Game Boy. Het systeem was technisch gezien minder krachtig dan de Atari Lynx, maar had het voordeel van betere ondersteuning. De Game Gear was uitgerust met een kleurenscherm, en kon met behulp van een los verkrijgbare televisietuner ook dienen als draagbare televisie. Een andere uitbreiding was de Master Gear Converter waarmee Sega Master System spellen op de Game Gear gespeeld konden worden.
Hoewel de Game Gear een krachtig systeem was (krachtiger dan de Game Boy Color, die gebaseerd was op de 8 bit Z80-processor van de originele Game Boy uit 1989) lukte het Sega niet om een groot marktaandeel te krijgen. Dit kwam mede doordat de Game Boy het bijna 10 uur volhield op 4 AA-batterijen, terwijl de Game Gear het op 6 AA-batterijen nog geen 3 uur uithield. Daardoor koos de consument eerder voor een Game Boy. In 1997 trok Sega definitief de stekker uit de Game Gear. Tegen die tijd had de handheld al een opvolger in Amerika in de vorm van de Sega Nomad, een draagbare versie van de Sega Mega Drive.

## Specificaties
- Processor: Zilog Z80 met een kloksnelheid 3,58 MHz
- Schermafmetingen: 81 mm (3,2 inch)
- Resolutie: 160 x 144 beeldpunten
- Kleuren
  - maximaal: 4.096
  - simultaan: 32
- Sprites
  - maximaal: 64
  - grootte: 8x8 of 8x16
- Geluid: 4-kanaals toongenerator (SN76489-kloon)
- Geheugen: RAM: 24 kB, VRAM: 16 kB

## Game Gear Micro
Sega kondigde op 3 juni 2020 de Game Gear Micro aan, een miniatuurversie van de oorspronkelijke Game Gear. De uitgave was onderdeel van het 60-jarig bestaan van Sega en is vooralsnog alleen in Japan op 6 oktober 2020 uitgekomen. De afmetingen van de spelcomputer zijn 80 mm × 43 mm × 20 mm, het beeldscherm heeft een diameter van 29 mm, en kan worden gevoed met batterijen of via een USB-poort. Er zijn vier verschillende kleuren, zwart, blauw, geel en rood. Een speciale versie van de Game Gear Micro kwam met het spel Aleste Collection.
Spelcomputers · Draagbare spelcomputers (Lijst van draagbare spelcomputers)